# Fresno del Río
Fresno del Río es un municipio de la provincia de Palencia. Dentro de la comarca de Guardo y perteneciente al Partido Judicial de Saldaña.

## Ubicación y geografía
Situado a 84 km al norte de la capital, donde termina la meseta castellana y comienzan los majestuosos Picos de Europa. Bañado por tres ríos, uno que cruza el pueblo, otro a unos 500 m el cual ha sido utilizado por todos los habitantes para bañarse en verano, y el tercero es el río Carrión afluente del Pisuerga que a su vez es afluente del Duero, dicho río hace más de 30 años daba de comer a una parte importante de los habitantes, tenía truchas, valoradas por toda la comarca. Actualmente, a pesar de que están protegidas, casi no hay.

## Historia
Fue lugar seguramente ocupado por los vacceos, avanzando por estas tierras hacia el año 750 las huestes de Alfonso I en su colonización.
A mediados del siglo XIV era señor de Fresno don Juan Alfonso de Alburquerque, opositor de Juan Rodríguez de Linares en el reparto de las behetrías de Castilla, Juan Alfonso poseyó la vecindad de Saldaña. En el siglo XV se conformaría la Comunidad de Villa y Tierra de Saldaña, incluyéndose en ella a Fresno del Río.
A finales del siglo XVI, Fresno contaba con 23 vecinos, 18 de ellos eran "pedreros", pagaban pechos o impuestos, tres hidalgos y dos clérigos. Más adelante entre los siglos XVI al XIX los duques del Infantado fueron señores de Fresno, suprimiéndose los señoríos jurisdiccionales en 1837.

## Geografía humana

### Demografía
Cuenta con una población de 171 habitantes (INE 2024).
| Gráfica de evolución demográfica de Fresno del Río entre 1842 y 2021                                                  |
| |
| Población de derecho según los censos de población del INE. Población de hecho según los censos de población del INE. |

En la época estival, este número llega a triplicarse. A pesar del masivo despoblamiento de pueblos en toda España y produciéndose un movimiento migratorio hacia País Vasco, Madrid y Barcelona, en Fresno del río, la población más joven se asienta en el pueblo, ya que, si bien la principal fuente de ingresos es la agricultura, la cercanía a pueblos como Saldaña, Guardo y la capital de provincia, ofrecen un amplio abanico de oportunidades, en especial la Central térmica de Velilla. 

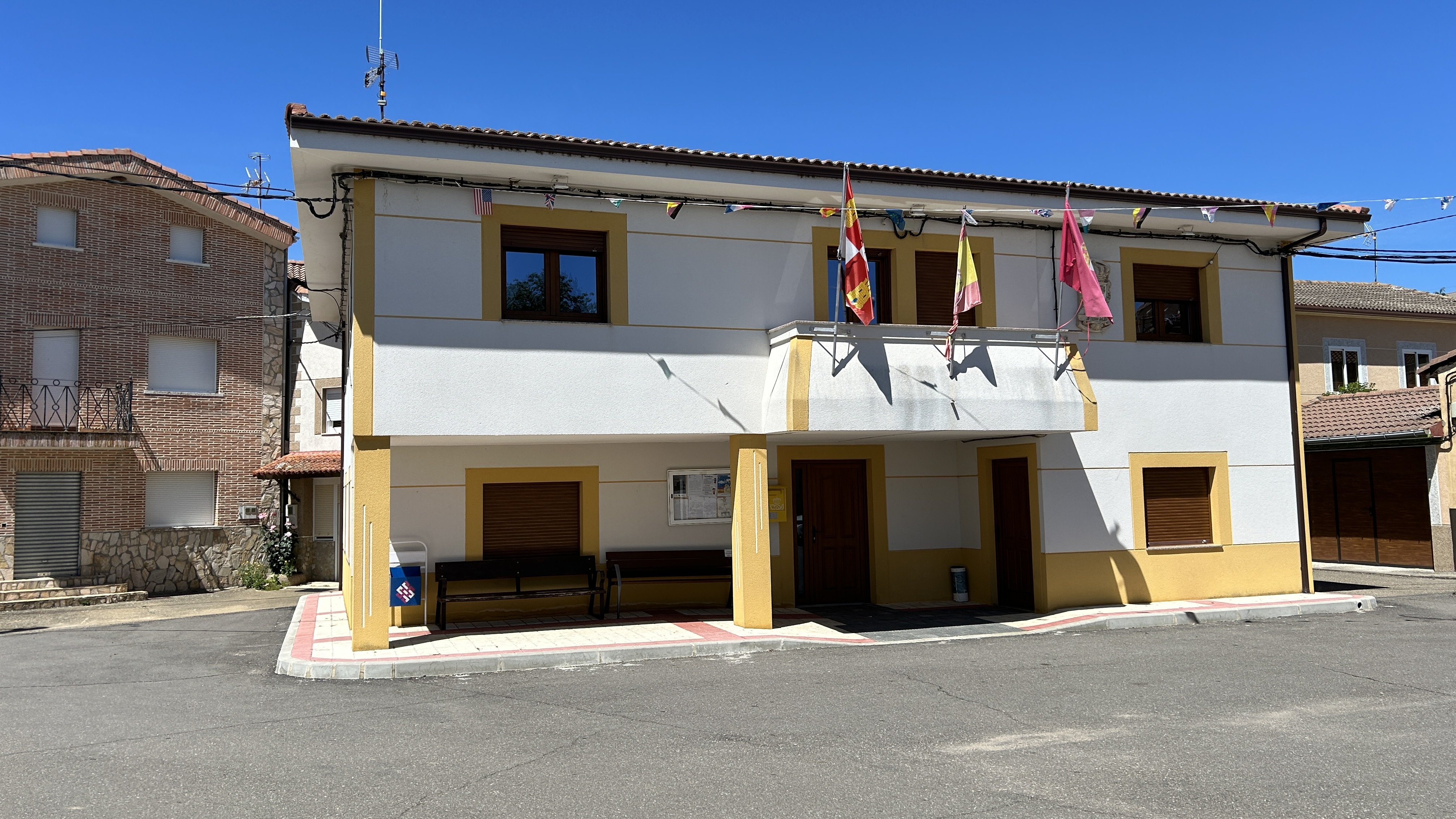
Casa consistorial

### Economía
Es un pueblo agricultor y ganadero de regadío y secano. Se cultivan patatas, remolachas, etc. y todo tipo de verduras para uso familiar, así como cereales del tipo: trigo, centeno, cebada, avena, etc.

## Monumentos y lugares de interés

### Iglesia de San Juan Bautista

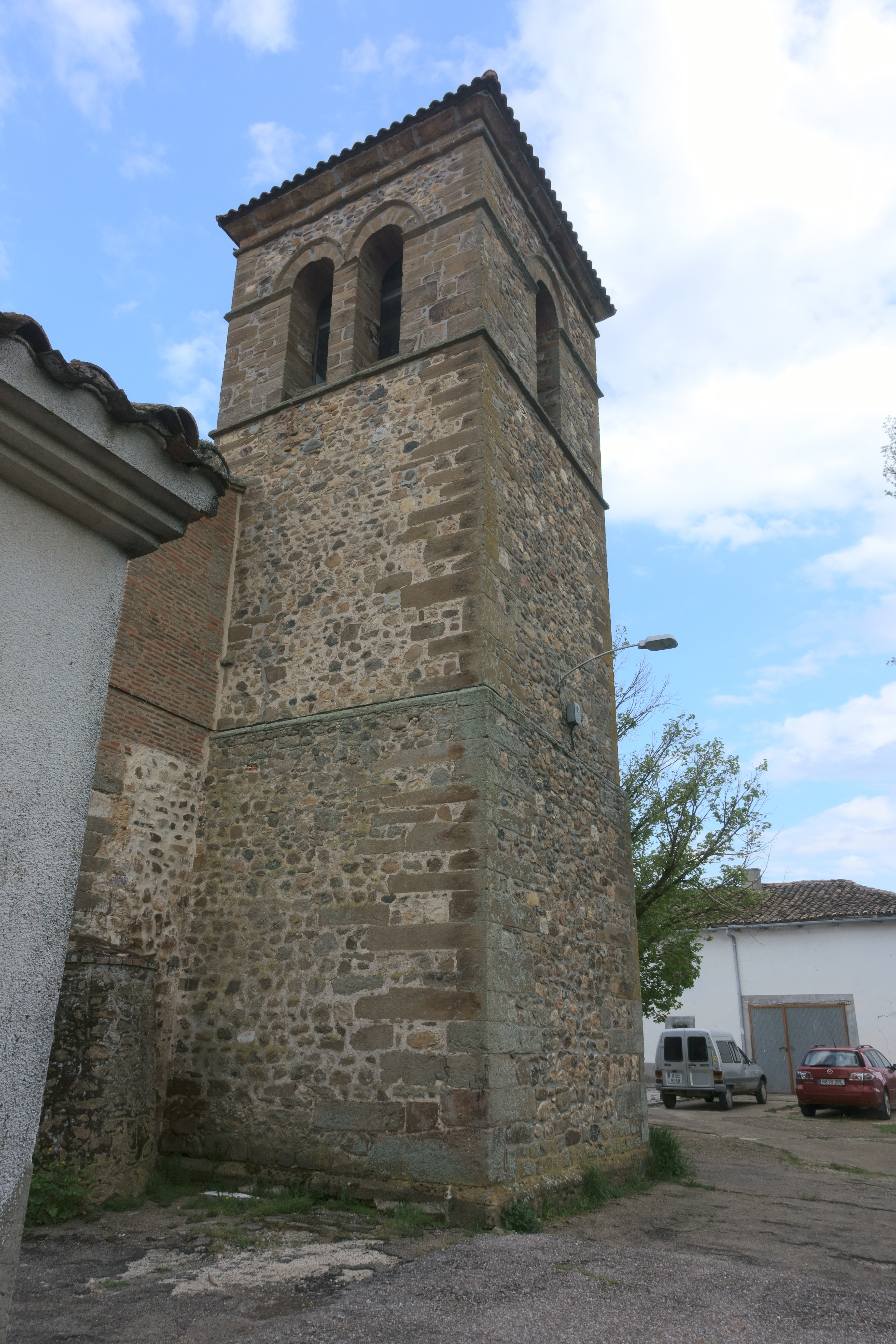
Torre de la iglesia de San Juan Bautista

La Iglesia Parroquial San Juan Bautista construida a base de mampostería y cantería, dispone de una sola nave, que se halla cubierta con bóvedas de cañón con lunetas y cúpula rebajada sobre pechinas en su crucero.
En el lado de la Epístola está abierta una portada de arco de medio punto precedida de un pórtico.
En el presbiterio se conserva el retablo mayor cuya construcción se puede fechar en los años 
del primer tercio del 
siglo XVII. En el retablo se conservan unas esculturas de San Antonio de Padua y las de un Crucifijo, ambas esculpidas en el mismo siglo XVII. 

## Cultura

### Fiestas
- San Juan: 23, 24 y 25 de junio son las fiestas patronales, donde por la noche y en una gran hoguera se asa panceta, tocino y chorizo, y corre alégremente el vino.
- San Isidro: 15 de mayo, fiesta de labradores, donde las mozas del pueblo, subidas a una carroza adornada con flores, pasean por las calles del pueblo, ofreciendo los productos de la tierra al santo.
- San Roque: 16 de agosto o el domingo más cercano a esta fecha.

### Gastronomía
Las recetas más tradicionales de la zona son, por ejemplo, la sopa castellana y el lechazo asado.
Acorde con el clima de la zona, la gastronomía de Fresno del Río se basa en platos de carne con verduras de forma generalizada. Lo que podrá degustar son los derivados de la matanza del cerdo (gocho), aunque dicha matanza se ha diluido de forma considerable con el paso del tiempo. Aun así torreznos, chorizos, longanizas, morcilla de arroz o jijas (chorizos destripados), son algunos de los más característicos.